# George Bancroft (attore)
George Bancroft (Filadelfia, 30 settembre 1882 – Santa Monica, 2 ottobre 1956) è stato un attore statunitense.

## Biografia
Cresciuto a Filadelfia, si iscrisse all'Accademia Navale di Annapolis e servì sotto l'ammiraglio George Dewey durante la Guerra ispano-americana. Mentre era ancora sotto le armi organizzò spettacoli di intrattenimento per i propri commilitoni e una volta abbandonata la carriera militare si dedicò alla sua grande passione, il teatro, prima lavorando nei nickelodeon e poi iniziando a recitare nei circuiti del vaudeville.
All'inizio degli anni venti approdò come attore a Broadway e apparve in numerose pièce come Paid in Full, The Trail of the Lonesome Pine e Sun-Up. Dotato di un timbro di voce baritonale, fu impegnato anche nel musical partecipando a commedie come Papa's Boys e Cinders.
Nel 1921 debuttò al cinema in The Journey's End di Hugo Ballin, al quale seguirono molte apparizioni in film muti come Pony Express (1925) di James Cruze, fino alla consacrazione nel 1929 con la sua interpretazione in La mazzata di Josef von Sternberg, per la quale ottenne la candidatura agli Oscar nel 1930. In precedenza Bancroft era già stato diretto da von Sternberg in altre pellicole come Le notti di Chicago (1927), La retata (1928) e I dannati dell'oceano (1928), nelle quali il grande regista gli aveva affidato parti di gangster buono e di sorridente villain.
Il volto dai lineamenti irregolari e il fisico possente fecero di Bancroft il primo divo incontrastato del genere gangster movie, almeno fino alla prima metà degli anni trenta, quando si affermarono nuovi interpreti come James Cagney, George Raft ed Edward G. Robinson.
Passato a ruoli di caratterista, come in Angeli con la faccia sporca (1938), l'anno successivo Bancroft interpretò il ruolo per il quale è forse maggiormente ricordato, quello dello sceriffo Curly Wilcox, che scorta la diligenza nel celeberrimo Ombre rosse (1939) di John Ford.
Allo scoppio della seconda guerra mondiale Bancroft decise di abbandonare le scene e di ritirarsi a vita privata per dirigere il proprio ranch.

## Filmografia

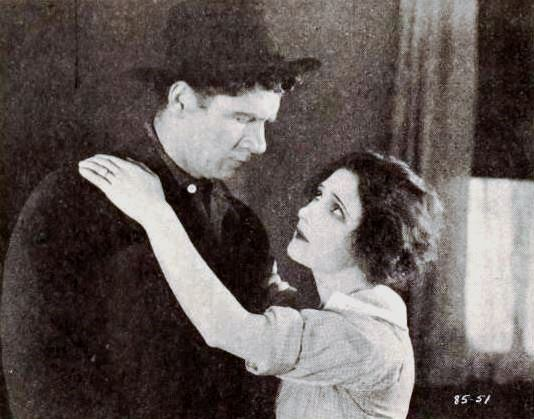
The Journey's End (1921)

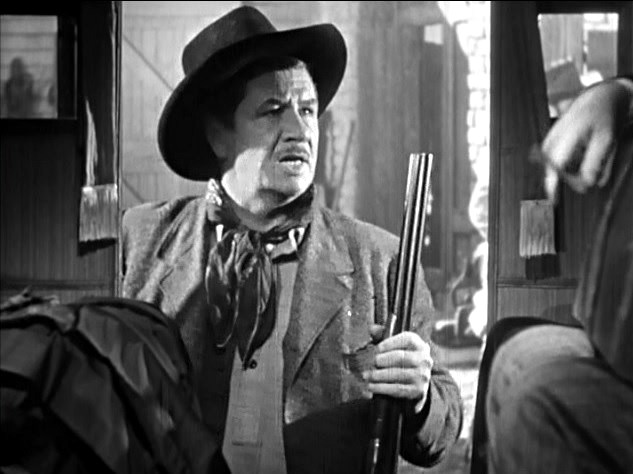
Ombre rosse (1939)

- The Journey's End, regia di Hugo Ballin (1921)
- The Prodigal Judge, regia di Edward José (1922)
- Driven, regia di Charles Brabin (1923)
- Teeth, regia di John G. Blystone (1924)
- The Deadwood Coach, regia di Lynn Reynolds (1924)
- Code of the West, regia di William K. Howard (1925)
- The Rainbow Trail, regia di Lynn Reynolds (1925)
- Pony Express, regia di James Cruze (1925)
- The Splendid Road, regia di Frank Lloyd (1925)
- The Enchanted Hill, regia di Irvin Willat (1926)
- Sea Horses, regia di Allan Dwan (1926)
- The Runaway, regia di William C. deMille (1926)
- Old Ironsides, regia di James Cruze (1926)
- White Gold, regia di William K. Howard (1927)
- Too Many Crooks, regia di Fred C. Newmeyer (1927)
- Le notti di Chicago (Underworld), regia di Josef von Sternberg (1927)
- Tell It to Sweeney, regia di Gregory La Cava (1927)
- The Rough Riders, regia di Victor Fleming (1927)
- The Showdown, regia di Victor Schertzinger (1928)
- La retata (The Dragnet), regia di Josef von Sternberg (1928)
- I dannati dell'oceano (The Docks of New York), regia di Josef von Sternberg (1928)
- Lo sparviero di Wall Street (The Wolf of Wall Street), regia di Rowland V. Lee (1929)
- La mazzata (Thunderbolt), regia di Josef von Sternberg (1929)
- The Mighty, regia di John Cromwell (1929)
- Paramount Revue, di registi vari (1930)
- Ladies Love Brutes, di Rowland V. Lee (1930)
- Alla deriva (Derelict), regia di Rowland V. Lee (1930)
- Scandal Sheet (Derelict), regia di John Cromwell (1931)
- La follia dell'oro (Rich Man's Folly), regia di John Cromwell (1931)
- The World and the Flesh, regia di John Cromwell (1932)
- Cuore d'amanti (Lady and Gent), regia di Stephen Roberts (1932)
- Blood Money, regia di Rowland Brown (1933)
- Elmer and Elsie, regia di Gilbert Pratt (1934)
- Hell-Ship Morgan, regia di D. Ross Lederman (1936)
- È arrivata la felicità (Mr. Deeds Goes to Town), regia di Frank Capra (1936)
- Wedding Present, regia di Richard Wallace (1936)
- A Doctor's Diary, regia di Charles Vidor (1937)
- John Meade's Woman, regia di Richard Wallace (1937)
- Racketeers in Exile, regia di Erle C. Kenton (1937)
- Pattuglia sottomarina (Submarine Patrol), regia di John Ford (1938)
- Gli angeli con la faccia sporca (Angels with Dirty Faces), regia di Michael Curtiz (1938)
- Ombre rosse (Stagecoach), regia di John Ford (1939)
- Morire all'alba (Each Dawn I Die), regia di William Keighley (1939)
- Espionage Agent, regia di Lloyd Bacon (1939)
- Il dominatore del mare (Rulers of the Sea), regia di Frank Lloyd (1939)
- Inferno verde (Green Hell), regia di James Whale (1940)
- Tom Edison giovane (Young Tom Edison), regia di Norman Taurog (1940)
- La vendetta dei Dalton (When the Daltons Rode), regia di George Marshall (1940)
- Giubbe rosse (North West Mounted Police), regia di Cecil B. DeMille (1940)
- I due avventurieri (Little Men), regia di Norman Z. McLeod (1940)
- I due del Texas (Texas), regia di George Marshall (1941)
- The Bugle Sounds, regia di Sylvan Simon (1942)
- Stella nel cielo (Syncopation), regia di William Dieterle (1942)
- Il ritorno del lupo (Whistling in Dixie), regia di S. Sylvan Simon (1942)

## Doppiatori italiani
- Mario Besesti in È arrivata la felicità, Gli angeli con la faccia sporca, Ombre rosse
- Aldo Silvani in Morire all'alba
- Olinto Cristina in Giubbe rosse
- Roberto Villa in Gli angeli con la faccia sporca (ridoppiaggio)